# Salvador Manuel Arestín
Salvador Manuel Arestín (Rentería, Guipúzcoa, España, 29 de noviembre de 1948 – desaparecido el 6 de julio de 1977) fue un abogado a quien un grupo de tareas al servicio de la dictadura militar secuestró el 6 de julio de 1977 en Mar del Plata, donde ejercía su profesión. Su secuestro y desaparición formó parte del episodio conocido como la noche de las corbatas por cuanto involucró a diversos abogados de esa ciudad.

## Vida familiar
En la década de 1940 su padre se fue a vivir a Pasai Antxo, en el País Vasco frente al Mar Cantábrico, donde trabajaba en barcos  pesqueros. Poco después que naciera Salvador Manuel sus padres emigraron con él a Argentina en busca de progreso. Se radicó en la ciudad de Rawson y se empleó como capitán en un buque de pesca; en 1958 se mudó a Buenos Aires y, después de dos años, a Mar del Plata. Salvador Manuel Arrestín continuó su escuela primaria en La Sagrada Familia, una institución religiosa donde tuvo como compañero, entre otros, a Eduardo Cincotta, que con los años se incorporó a la agrupación peronista de derecha Concentración Nacional Universitaria (CNU). Siguieron juntos en el Instituto Minerva, un colegio privado donde cursaron el secundario, y al finalizar Arrestín se inscribió en la Universidad Católica de Mar del Plata para estudiar Derecho.  

## Actividad profesional y política
En la Universidad, además de ser buen estudiante Arrestín militó en el Grupo de Estudiantes Antiimperialistas (GEA) que era el correlato estudiantil del Partido Comunista Maoísta, una agrupación que postulaba la aniquilación del Estado burgués y la destrucción del capitalismo. Por la recomendación de un profesor, y mientras seguía estudiando, entró a trabajar como empleado en los tribunales locales, donde conoció y tuvo como compañera a Mónica Iglesias, con la que más adelante se casó.
Cuando ocurrió en diciembre de 1971 el asesinato de la estudiante Silvia Filler por integrantes de la CNU, Arrestín estuvo junto con Raúl Hugo Alais en primera fila entre quienes protestaban por el asesinato y pedían su esclarecimiento; ambos figuraron en los informes de inteligencia de la época entre los más activos agitadores. En esa época uno de los temas de discusión entre quienes abrazaban ideas de izquierda era la posición frente a la lucha armada y Arrestín estaba de acuerdo con ella. A mediados de 1972 participó en un encuentro en Córdoba de la izquierda no peronista y más adelante se acercó al  Partido Revolucionario de los Trabajadores que en ese momento liderada Mario Roberto Santucho. Su padre, que tenía amargos recuerdos de la Guerra Civil Española en la que fue obligado a participar a los 16 años peleando por la República, desconfiaba de la violencia como solución de los problemas políticos y tratando de que alejara de tal camino le propuso que lo acompañara a traer tres pesqueros de Cardiff, en Gales por cuenta de la empresa española Sasetru, lo que hicieron. Al regresar aprobó las últimas materias y se recibió de abogado, se unió de inmediato a la Asociación Gremial de Abogados de Mar del Plata  y se casó con Mónica. 
Había abandonado la militancia política pero no sus compromisos y fue así que en diciembre de 1975 presentó un recurso de habeas corpus en favor de la integrante del ERP, Josefa del Carmen Romano Teira, en momentos que el fiscal federal de Mar del Plata era el dirigente de CNU Gustavo Demarchi. El 24 de marzo de 1976 un golpe militar derrocó a la presidenta y ese año nació su hija Adriana. A fin de año se asoció con los abogados Roberto Cángaro y Pablo Coppola para formar un Estudio donde se dedicó al Derecho Laboral. A principios de julio de 1977 el matrimonio Arestín viajó a Buenos Aires a visitar familiares y al regresar Salvador fue sacado a los golpes de su oficina por un grupo armado y llevado encapuchado. Posteriormente la familia Arestín hizo gestiones ante el Colegio de Abogados, la colectividad gallega, la curia local, 
en la Comisaría 1° y en el destacamento de Caballería, pero solo obtuvieron negativas acerca de su paradero. Se sabe por el testimonio de Marta García de Candeloro que fue torturado en el centro clandestino de detención "La Cueva",  que funcionaba en una estación subterránea de radar cerca de la Base Aérea Mar del Plata y era dirigido por altos oficiales de las tres Armas, entre ellos  el excoronel Pedro Alberto Barda, y donde estuvieron secuestrados otros abogados. Permanece desaparecido desde entonces.

El día 6 de julio es la fecha instituida por la Federación Argentina de Colegios de Abogados para rememorar a quienes fueron detenidos, perseguidos, desaparecidos o asesinados en defensa del Estado de Derecho, denominado "Día Nacional del Abogado víctima del terrorismo de Estado".